# 陈怀仁
陈怀仁（?—?），山东恩县（今山东平原）人，清朝政治人物。
乾隆二年（1737年）丁巳恩科三甲进士。乾隆十七年（1752年）接替王宗闵担任金山县知县一职，次年七月去职。由华亭县县丞车策暂署。十月，陈怀仁复任。乾隆二十一年（1756年）七月去职，由萧登生暂署。十月，陈怀仁再次复任。乾隆二十二年（1757年）去职。